# Contraofensiva din sudul Ucrainei (2023)
Până la 8 iunie 2023, mai multe surse au declarat că contraofensiva ucraineană din 2023 a început.
La începutul lunii iunie 2023, Ucraina a lansat o contraofensivă împotriva forțelor ruse care îi ocupau teritoriul. S-au făcut eforturi pentru alungarea trupelor ruse invadatoare în multe direcții, inclusiv în regiunile Donețk și Zaporojie.
În total, Ucraina a recucerit 14 sate din regiunile Donețk și Zaporojie , cu o populație totală de aproximativ 5.000 de locuitori. Contraofensiva a fost considerată ca fiind la scară largă și un moment crucial al războiului pentru eliberarea teritoriilor ucrainene. 
Planificarea unei contraofensive majore ucrainene a început încă din februarie 2023, intenția inițială fiind de a o lansa în primăvară.  Cu toate acestea, diverși factori, inclusiv vremea și livrările  de arme întârziate către Ucraina, au dus la amânarea contraofensivei până la vară. Rusia începuse să se pregătească pentru contraofensivă din noiembrie 2022 și crease o infrastructură defensivă extinsă prin săpat șanțuri și tranșee, poziționat piese de artilerie și amplasat mine terestre, toate acestea fiind destinate să încetinească contraofensiva. 
Ucraina a întâmpinat poziții rusești bine apărate în primele zile ale contraofensivei. Ritmul operațiunii a fost încetinit pentru a evalua amploarea apărării rusești, pentru a demina teritoriul, a salva trupele de militari răniți și a epuiza resursele militare ale Rusiei. Ucrainenii au obținut câștiguri mici prin capturarea a peste 370 km pătrați de teritoriu, mai puțin de jumătate din ceea ce Rusia a capturat în tot anul 2023. 
La aproape cinci luni de la începerea contraofensivei, personalități proeminente ucrainene și analiști occidentali au început să dea evaluări negative asupra operațiunii; generalul ucrainean Valerii Zaluzhnyi, la începutul lunii noiembrie 2023, a spus că războiul este într-un impas și este văzut de observatori internaționali ca o admitere a eșecului.  Au urmat evaluări riguroase făcute de analiști, în special în ceea ce privește succesul operațional, cu câteva săptămâni mai devreme.  În aceeași lună, președintele ucrainean Volodimir Zelenski a declarat că războiul va intra într-o nouă fază.  Forțele ucrainene nu au ajuns în orașul Tokmak , descris drept „obiectiv minim” de generalul ucrainean Oleksandr Tarnavskyi ,  iar obiectivul inițial probabil de a ajunge la Marea Azov pentru a diviza forțele ruse din sudul Ucrainei a rămas neîmplinit.  
Până la începutul lui decembrie 2023, contraofensiva a fost în general considerată blocată sau eșuată de mai multe companii media internaționale.  

## Preludiu
Pe 23 aprilie 2023, forțele militare ucrainene au stabilit poziții pe malul est al râului Nipru, dând naștere la speculații că progresele ar putea fi un semn al mult așteptatei contraofensive de primăvară a Ucrainei.
Institutul pentru Studiul Războiului⁠(en)[traduceți] a raportat pe 22 aprilie că imaginile geolocalizate de la bloggeri militari pro-Kremlin au indicat că trupele ucrainene și-au stabilit un punct de sprijin în apropierea așezărilor Oleșkî și Daci, împreună cu „linii de aprovizionare stabile” către pozițiile lor.
Pe 5 iunie, Ucraina a atacat mai multe poziții rusești din regiunea Donețk, cucerind 3 sate (unul fiind din regiunea Zaporijjea), șeful mercenar Wagner anunțând că contraofensiva Ucrainei a început.

## Cronologie

### August
Surse susțin că pe 30 august, forțele ucrainene dețin controlul asupra satului Robotîn și au pătruns în prima linie a apărării ruse.

### Septembrie
Pe 1 septembrie forțele ucrainene au reușit să avanseze la est de Novoprokopivka, Tokmak și lângă Verbove, Polohî acolo unde au reușit să se apropie de sat cât mai mult posibil.
Pe 4 septembrie forțele ucrainene au avansat lângă Klischiivka și Andriivka.
Pe 8 septembrie forțele ucrainene au avansat în centrul satului Klischiivka iar pe 9 septembrie au reușit să între în satul Andriivka. 
Pe 14 septembrie forțele ucrainene au capturat satul Andriivka Iar au intrat în satele Novomaiorske și Optyne și au avansat în Klischiivka și au avut rezultate bune. 
Pe 17 septembrie forțele ucrainene au cucerit satul Klischiivka lansând atacuri asupra orașului Bahmut Și asupra satului Odradivka și au avansat la est de Andriivka și au împins puțin pe ruși la vest de Verbove, Polohî având rezultate mari din nou. 
Pe 22 septembrie forțele ucrainene au reușit puțin să avanseze la nord de Novoprokopivka, Tokmak fără nicio schimbare majoră. 
Pe 29 septembrie forțele ucrainene au împins puțin forțele ruse la Verbove, Polohî. Iar au mai atacat la est de Klischiivka și în alte locuri. 